# Read It and Weep
Read It and Weep (Diario de una adolescente en Hispanoamérica y España) es una Película Original de Disney Channel estrenada el 21 de julio de 2006 por Disney Channel. Está basada en una novela escrita por Julia DeVillers. Protagonizada por las hermanas Kay y Danielle Panabaker quienes interpretan a Jamie Barlett y su alter ego Isabella, respectivamente. Ambas hermanas ya habían aparecido en películas anteriores del canal, Kay en Life Is Ruff y Danielle en Stuck in the Suburbs. La película se estrenó en Disney Channel Latinoamérica el 17 de abril del 2009.

## Trama
Jamie Bartlett posee un diario en el cual escribe todos los días sobre sus experiencias diarias, sin embargo las escribe cambiándose su nombre a Is, su alter ego. En ese diario, ella se describe como una chica muy popular, con una personalidad diferente a la que ella realmente tiene. Accidentalmente, su diario es entregado como trabajo para su clase de lengua, y gana el premio del colegio a la escritura. Su libro llega a ser publicado y ella gana demasiado éxito y popularidad. Cuando en un programa de televisión ella revela que la antagonista, Myrna, está basada en Sawyer, la exnovia de Marco Vega (el amor de Jamie) y la chica más popular y arrogante de la escuela, la escuela se da cuenta de que el libro está basado en los pensamientos más negativos de Jamie hacia el colegio, con lo que sus amigos dejan de confiar en ella. Finalmente, en el baile del colegio, ella se disculpa con todos y cada uno de los nombrados en su libro y se vuelve la novia de Connor. La película finaliza con una escena donde Jamie termina de imprimir su nuevo libro: How my private, personal journal became a bestseller, ("Cómo mi diario personal y privado se convirtió en un éxito", en Latinoamérica), el cual es el título de la novela en que se basó la película.

## Reparto
| Actor                    | Personaje                |
| ------------------------ | ------------------------ |
| Kay Panabaker            | Jamison "Jamie" Bartlett |
| Danielle Panabaker       | Isabella "Is" Bartlett   |
| Alexandra Krosney        | Harmony                  |
| Marquise Brown           | Lindsay                  |
| Allison Scagliotti-Smith | Sawyer "Myrna " Sullivan |
| Jason Dolley             | Connor Kennedy           |
| Chad Broskey             | Marco Vega               |
| Tom Virtue               | Ralph Bartlett           |
| Connie Young             | Peggy Bartlett           |
| Robin Riker              | Diana                    |
| Nick Whitaker            | Lenny Bartlett           |
| Falisha Fehoko           | Jennifer #1              |
| Malinda Money            | Jennifer #2              |
| Joyce Cohen              | Señorita Gallagher       |
| Paisley Van Patten       | Amber Tiffany            |

## Doblaje
| Personaje                | Hispanoamérica    | España              |
| ------------------------ | ----------------- | ------------------- |
| Jamison "Jamie" Bartlett | Agustina Priscila | Anahí De la Fuente  |
| Isabella "Is" Bartlett   | Lucila Gómez      | Beatriz Berciano    |
| Harmony                  | Clarissa Abadi    | Inma Gallego        |
| Lindsay                  | Natalia Rosminati | Pilar Martín        |
| Sawyer "Myrna " Sullivan | Carla Medina      | Belén Rodríguez     |
| Connor Kennedy           | Martín Gopar      | Javier Balas        |
| Marco Vega               | Emiliano Dianosi  | Adolfo Moreno       |
| Ralph Bartlett           | Pablo Gandolfo    | Juan Amador         |
| Peggy Bartlett           | Irene Guiser      | Felicidad Barrio    |
| Diana                    | Karin Zavala      | Ana García Olivares |
| Lenny Bartlett           | Alejandro Graue   | Jesús Pinillos      |
| Jennifer #1              |                   |                     |
| Jennifer #2              |                   |                     |
| Señorita Gallagher       |                   | María Jesús Varona  |
| Amber Tiffany            |                   | Olga Velasco        |
| Tim                      |                   | Luis Manuel Martín  |
| Christine                |                   | Isabel Donato       |

### Hispanoamericano
| Voces adicionales - Diego Alcalá - Vanina García - Marcos Abadi - Silvina Ganger - Malena Ibáñez - Silvia Aira - Jorge Nicolini - Ariel Abadi - Karin Rodríguez | - Marcelo Armand - Hernán Chiozza - Gustavo Bonfigli - Hernán Palma - Juan Pablo Suárez - Ariel Cisternino - Guillermo Gravino - Mara Campanelli - Mariela Álvarez - Sofía Malacco - Jonás Campbell - Alejandro Scaravelli |

Créditos técnicos
- Estudio de doblaje: Media Pro Com, Buenos Aires, Argentina
- Director: Tian Brass
- Gerente Creativo: Raúl Aldana
- Doblaje al español producido por Disney Character Voices International Inc.

### España
Créditos técnicos
- Director: Roberto Cuenca
- Adaptación: Roberto Cuenca
- Traductor: Sandra Pérez

## Estreno
| Región         | Canal                                                        | Fecha                    |
| -------------- | ------------------------------------------------------------ | ------------------------ |
| Estados Unidos | Disney Channel                                               | 21 de julio de 2006      |
| Australia      | Disney Channel Australia                                     | 19 de septiembre de 2006 |
| Reino Unido    | Disney Channel Reino Unido                                   | 9 de marzo de 2007       |
| Hungría        | TV2                                                          | 14 de marzo de 2007      |
| Japón          | Disney Channel Japón                                         | Marzo de 2007            |
| Asia           | Disney Channel Asia                                          | Abril de 2007            |
| España         | Disney Channel España                                        | 2007                     |
| Brasil         | Disney Channel Brasil                                        | 2008                     |
| Malasia        | TV3                                                          | 22 de agosto de 2008     |
| Argentina      | HBO, HBO plus, Hbo Family, Cinemax, Maxprime. Disney Channel | 17 de abril de 2009      |
| México         | Disney Channel Latinoamérica                                 | 17 de abril de 2009      |
| Chile          | Disney Channel Latinoamérica                                 | 17 de abril de 2009      |
| Venezuela      | Disney Channel Latinoamérica                                 | 17 de abril de 2009      |

## Localización
La película fue filmada en el Murray High School y en Salt Lake City, ambos en Utah, Estados Unidos.